# 빌디바이드
《빌디바이드》(일본어: ビルディバイド, BUILD DIVIDE)는 트레이딩 카드 게임 및 그것을 기본으로 한 TV 애니메이션이다.
애니플렉스 최초가 되는 트레이딩 카드 게임과 오리지널 애니메이션의 연동 프로젝트. 트레이딩 카드 게임은 2021년 10월부터 가동.